# Sphenomorphus courcyanum
Sphenomorphus courcyanum este o specie de șopârle din genul Sphenomorphus, familia Scincidae, descrisă de Annandale în anul 1912. Conform Catalogue of Life specia Sphenomorphus courcyanum nu are subspecii cunoscute.